# Лифляндка (Алтайский край)
Лифляндка — исчезнувшее село в Третьяковском районе Алтайского края. Упразднено в 1979 г.

## География
Располагалось на реке Корболиха, в 6 км к северо-востоку от села Корболиха.

## История
Основано в 1902 г. В 1928 г. посёлок Лифляндский состоял из 33 хозяйств, в поселке располагались школа. Центр Лифляндского сельсовета Змеиногорского района Рубцовского округа Сибирского края.

## Население
По переписи 1926 г. в поселке проживало 166 человек (80 мужчин и 86 женщин), основное население — эсты.